# Vaterova ampula
Vaterova ampula (lat. ampulla Vateri, ampulla hepatopancreatica) je proširenje koje nastaje spajanjem glavnog gušteračnog voda (lat. ductus pancreaticus major) i glavnog žučovoda (lat. ductus choledochus). Ampula se otvara na svom drugom kraju kroz otvor u velikoj duodenalnoj papili (lat. papilla duodeni major) u dvanaesnik (silazni dio).
Oko ampule, oko vodova i na ulazu u dvanaesnik, nalazi se kružni glatki mišić koji regulira izlučivanje žuči i sekreta gušterače. 
Glatki mišić se naziva Oddijev sfinkter (lat. sphincter ampullae hepatopancreaticae), te kontrolira izlučivanje u dvanaesnik i sprječava ulaz sadržaja iz crijeva u ampulu.
Glavni vod gušterače i glavni žučovod mogu se i odvojeno otvarati u dvanaesnik. U takvim slučajevima ampula ne postoji. 
Ampula je dobila naziv prema njemačkom anatomu Abrahamu Vateru (1684. – 1751.), koji je prvi objavio opis ampule 1720. godine.